# 니시헨나곶

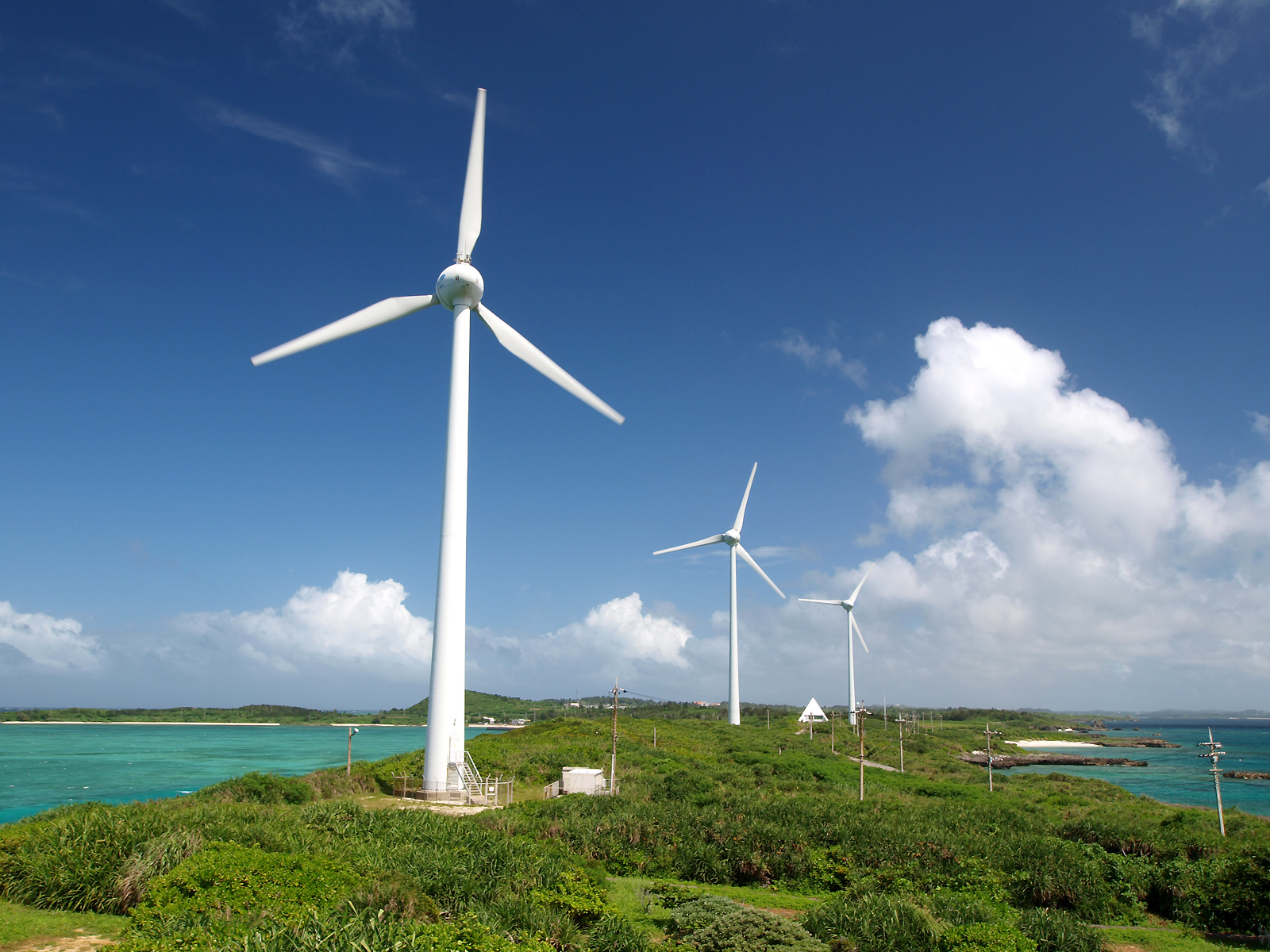

니시헨나곶(일본어: 西平安名岬/にしへんなざき)은 오키나와현 미야코지마시에 위치하고, 동중국해에 접한 곶이다. 미야코섬의 북서단에 위치해 있다.
류큐어로 서쪽을 "いり(태양이 진다)"로 부르고 いりへんなざき으로도 읽는다(원래 발음은 "いりひゃんなざち"로 가깝다).